# Ephydra flavipes
Ephydra flavipes är en tvåvingeart som först beskrevs av Macquart 1843.  Ephydra flavipes ingår i släktet Ephydra och familjen vattenflugor. Inga underarter finns listade i Catalogue of Life.